# Tikaré
Tikare là một tổng của tỉnh Bam ở tây bắc Burkina Faso. Thủ phủ của tổng này là thị xã Tikare. Theo điều tra dân số năm 1996, tổng này có dân số 33.396 người.

## Các thị xã và các làng
• Tikaré  • Ansouri •  Baribsi •  Boubou •  Dafire •  Dargouma •  Gasongo •  Gonga •  Hamdallaye •  Horé •  Ipala •  Kamtenga •  Kilou •  Koulniéré •  Manégtaba-Foulbé •  Manégtaba-Mossi •  Napalgué •  Ouampèga •  Oui •  Ritimyinga •  Sancé •  Sarkounga •  Songodin  •  Soukoundougou •  Tamiga •  Tampèlga •  Tanhoka •  Téonsgo •  Tirbou •  Touga •  Vato-Foulbé •  Vato-Mossi •  Yelkoto •  Yoba •  Zamsé •  Zano